# Tricyphona (Tricyphona) inconstans inconstans
Tricyphona (Tricyphona) inconstans inconstans is een ondersoort van de tweevleugelige Tricyphona (Tricyphona) inconstans uit de familie Pediciidae. De ondersoort komt voor in het Nearctisch gebied.